# Найденова Весела Петрівна
Найденова Весела Петрівна — українська художниця, письменниця, кандидат мистецтвознавства (2006).

## Освіта
- 1993—1998 Прикарпатський національний університет ім. В. Стефаника, художній факультет, Івано-Франківськ
- 1998—2001 аспірантура в Прикарпатський національний університет імені Василя Стефаника, Інститут культури та мистецтв, Івано-Франківськ

Робота над дисертацією «Церковне малярство Болгарії періоду Національного Відродження. (Художні осередки. Традиції та впливи.)». На той час асистент кафедри образотворчого мистецтва.

## Творчий шлях
З 1994 року початок творчого шляху та участі у виставках, арт-проектах, конференціях і перформансах. Запрошена до участі в художніх проектах, кураторами яких були знані франківські та львівські креатори, зокрема: мистецтвознавець Віктор Мельник, Ярослав Яновський (фото-проекти: «День Конституції», «Католицьке Різдво», участь у проекті «Ландшафт»), Ростислав Котерлін (тексти до альманаху «Кінець кінцем», участь у виставці «Увага»), Олекса Фурдіяк та Юрій Іздрик (текст у часописі «Четвер»), Влодко Кауфман (проекти у КМЦ Дзиґа) та інші.
У 2008 році світ побачив роман «Долина Бельведеру», у співавторстві з Ярославом Яновським. Твір виграв у номінації «Кращий романтичний роман» на конкурсі Коронація слова 2008 року. Роман побудований на взаєминах двох аристократичних родин: Камінських та Радеків. Головна героїня — Магда Радек — молода дівчина, яка товаришує з Кларою Камінською. Але Магду вабить батько подруги — граф Камінський. Може, дівчині судилося стати його дружиною… І це не краще й не найгірше з того, що приготувала Магді доля. На читача, як і на Магду Радек, чекають блукання таємничими лабіринтами міських підземель, історія незрозумілого вбивства, розгадка родинної таємниці Камінських та жахіття «червоної» інтервенції до Івано-Франківська. Крім того, крамнички, до яких найкращі речі виписують з Відня та Львова. Вечори з танцями у станіславському Палаці Потоцьких, пікніки, старовинна бібліотека з книгами магічних символів та схемами підземних лабіринтів і, звичайно ж, історія кохання-зради-кохання.

## Вибрані виставки
- 2012 — «Леседра графік», галерея «Lesedra», Софія, Болгарія (каталог)
- 2008 — «Мексика», персональна, Івано-Франківськ
- 2006 — «Весела Найденова. Балканська жара», персональна, Івано-Франківськ (буклет)
- 2006 — «Парк Українського Періоду», КМЦ «Дзиґа», Львів
- 2006 — «Іноземний легіон», Івано-Франківськ
- 2005 — «Uwaga», галерея воєводства Опольського, Польща, (буклет)
- 2005 — «16 років ІМПРЕЗІ», Івано-Франківськ
- 2005 — «Карпатський вернісаж», Івано-Франківськ (диплом учасника)
- 2003 — «Donumenta», проект «Музей Радіації», галерея «Regina», Регенсбург, Німеччина
- 2003 — «Репозиція», КМЦ «Дзиґа», Львів
- 2002 — «Лагідний тероризм 2», Івано-Франківськ (буклет)
- 2001 — «Екологія 3000» КМЦ «Дзиґа», Львів
- 1998 — «Наше Місто» Краєзнавчий музей, Івано-Франківськ
- 1997 — «З сімейного фотоальбому», персональна, Івано-Франківськ, Київ
- 1996 — «Восточная Европа: Spatia Nova» проект «Лагідний тероризм 1», IV Петербурзька бієнале, Санкт- Петербург, Росія
- 1994 — «Сакральна графіка» художній музей, Івано-Франківськ

## Наукові публікації
1. В. Найденова. Галичина і Болгарія. Спорідненість іконописних традицій. // Перевал № 1/2000.-Івано-Франківськ, 2000. с.164-167.[5]
2. В. Найденова. «Страшний суд» Спорідненість іконописних традицій України та Болгарії. // Народознавчі зошити № 4/2000.-Львів: Інститут народознавства НАН Укр., 2000. с.676-681.[6]
3. В. Найденова. Образ Георгія Змієборця у сакральному малярстві України та Болгарії. Споріднені риси // Вісник Прикарпатського університету. Випуск 7. Мистецтвознавство.-Івано-Франківськ: «Плай», 2004[7]